# 霧裏山
霧裏山（むりやま）は、北海道の釧路市にある標高612.6mの山である。山頂には一等三角点「霧裏山」が設置されている。

## 概要
白糠丘陵中央部に位置する山で、主稜線から音別町側に少し伸びた支稜線上にある。国土地理院地形図には掲載されていないが白糠丘陵では知られた山である。山頂には国土交通省が管理するレーダ雨量計が設置されており、函岳・ピンネシリ同様に管理用の道路が山頂まで伸びている。なおこの山頂へ行く道路は日本で2番目に長い林道である道東林道から伸びており、道東林道で崩壊や廃道化が起きているなどの要因から一般車両では山頂へ行くことはできない。
山名は南部を流れるムリ川に由来し、アイヌ語の「muirt（敷物に織る草）」に由来すると考えられているが、「ムリ」が指す草については不明である。漢字表記では「霧裏」の他に「霧里」と表記する場合もある。

## 登山
先述の通り、山頂まで林道が伸びているが道東林道が閉鎖されているため車で行くことはできない。主なルートは浦幌町の留真温泉から伸びる道東林道を車で進むと途中でゲートに到着するためそこからは林道を徒歩で進む。釧路市との境には山頂へ行く林道があるためその林道へ入り進むとレーダー施設があり、施設からは林道を外れ尾根を登ると山頂へ至る。